# Yewbarrow
Der Yewbarrow ist ein Berg im Lake District, Cumbria, England. Der Yewbarrow liegt in Wasdale am nordwestlichen Ende von Wast Water. Der Yewbarrow liegt westlich des Weilers Wasdale Head und erhebt sich 627 m hoch direkt aus dem Wast Water See, zu dem er, wie auch nach Osten und Westen hin steil abfällt. Nach Norden hin ist der Yewbarrow am Stirrup Crag mit dem Red Pike über einen Bergrücken verbunden.
Der Mosedale Beck und der Lingmell Beck fließen an der Ostseite des Yewbarrow. Der Over Beck fließt an der Westseite des Berges.
Durch die steilen Flanken ist ein Aufstieg auf den Yewbarrow schwierig. Es bietet sich ein Weg direkt von Wast Water an, die Alternative dazu ist entlang des Over Beck und dann über den Stirrup Crag zum Gipfel zu gelangen. Der Yewbarrow kann als Anfangs- oder Endpunkt des Mosedale Horseshoe, einem Rundwanderweg, der über Red Pike, Scoat Fell und Pillar um eines der Nebentäler des Wasdale führt, genutzt werden.